# 秋谷浄恵
秋谷浄恵（あきたに じょうけい、1937年8月10日 - ）は、日本の実業家。日清オイリオグループ代表取締役社長、会長、特別相談役、日本植物油協会会長を歴任。

## 人物・経歴
東京都出身。横浜市立大学商学部卒業、日清製油入社。1996年代表取締役社長。2002年には経営統合を実現し、日清オイリオグループに改組。2011年には特別顧問に就き、日本植物油協会会長なども務めた。2023年食料産業特別貢献大賞受賞。